# Football League 1888-89
Được thành lập năm 1888, Football League là giải đấu lâu đời nhất thế giới. Football League 1888-89 là lần đầu tiên giải Football League diễn ra, từ mùa thu năm 1888 đến mùa xuân năm 1889. Football League đã được thành lập và đặt tên ở Manchester trong một cuộc họp vào ngày 17 tháng 4 năm 1888.
Mùa giải bắt đầu vào ngày 8 tháng 9 năm 1888 với 12 câu lạc bộ từ các vùng Trung du và Bắc Anh: Accrington, Aston Villa, Blackburn Rovers, Bolton Wanderers, Burnley, Derby County, Everton, Notts County, Preston North End, Stoke, West Bromwich Albion và Wolverhampton Wanderers. Mỗi câu lạc bộ thi đấu hai lần, một lần trên sân nhà và một lần trên sân khách, và hai điểm cho đội thắng và một điểm cho một trận hòa. Hệ thống điểm này đã không được thống nhất cho đến khi mùa giải bắt đầu; đề xuất được thay thế là một điểm cho đội thắng.

## Bảng xếp hạng
Quy tắc của giải đấu bắt buộc bốn câu lạc bộ cuối bảng sẽ không được thi đấu giải và chọn ở lại tại Annual General Meeting (AGM) cùng với bất kỳ câu lạc bộ nào khác muốn trở thành thành viên của Liên đoàn. Stoke, Burnley, Derby County, và Notts County đều được chọn ở lại cho mùa giải 1889-90.
| VT | Đội                     | ST | T  | H | B  | BT | BB | TLB   | Đ  | Giành quyền tham dự hoặc xuống hạng |
| -- | ----------------------- | -- | -- | - | -- | -- | -- | ----- | -- | ----------------------------------- |
| 1  | Preston North End       | 22 | 18 | 4 | 0  | 74 | 15 | 4,933 | 40 | Vô địch                             |
| 2  | Aston Villa             | 22 | 12 | 5 | 5  | 61 | 43 | 1,419 | 29 |                                     |
| 3  | Wolverhampton Wanderers | 22 | 12 | 4 | 6  | 50 | 37 | 1,351 | 28 |                                     |
| 4  | Blackburn Rovers        | 22 | 10 | 6 | 6  | 66 | 45 | 1,467 | 26 |                                     |
| 5  | Bolton Wanderers        | 22 | 10 | 2 | 10 | 63 | 59 | 1,068 | 22 |                                     |
| 6  | West Bromwich Albion    | 22 | 10 | 2 | 10 | 40 | 46 | 0,870 | 22 |                                     |
| 7  | Accrington              | 22 | 6  | 8 | 8  | 48 | 48 | 1,000 | 20 |                                     |
| 8  | Everton                 | 22 | 9  | 2 | 11 | 35 | 46 | 0,761 | 20 |                                     |
| 9  | Burnley                 | 22 | 7  | 3 | 12 | 42 | 62 | 0,677 | 17 | Ở lại                               |
| 10 | Derby County            | 22 | 7  | 2 | 13 | 41 | 61 | 0,672 | 16 | Ở lại                               |
| 11 | Notts County            | 22 | 5  | 2 | 15 | 40 | 73 | 0,548 | 12 | Ở lại                               |
| 12 | Stoke                   | 22 | 4  | 4 | 14 | 26 | 51 | 0,510 | 12 | Ở lại                               |

## Kết quả
Các kết quả trận đấu từ trang web The Rec.Sport.Soccer Statistics Foundation và Rothmans.
| Nhà \ Khách[1]          | ACC | AST | BLB | BOL | BUR | DER | EVE | NTC | PNE | STK | WBA | WOL |
| Accrington              |     | 1–1 | 0–2 | 2–3 | 5–1 | 6–2 | 3–1 | 1–2 | 0–0 | 2–0 | 2–1 | 4–4 |
| Aston Villa             | 4–3 |     | 6–1 | 6–2 | 4–2 | 4–2 | 2–1 | 9–1 | 0–2 | 5–1 | 2–0 | 2–1 |
| Blackburn Rovers        | 5–5 | 5–1 |     | 4–4 | 4–2 | 3–0 | 3–0 | 5–2 | 2–2 | 5–2 | 6–2 | 2–2 |
| Bolton Wanderers        | 4–1 | 2–3 | 3–2 |     | 3–4 | 3–6 | 6–2 | 7–3 | 2–5 | 2–1 | 1–2 | 2–1 |
| Burnley                 | 2–2 | 4–0 | 1–7 | 4–1 |     | 1–0 | 2–2 | 1–0 | 2–2 | 2–1 | 2–0 | 0–4 |
| Derby County            | 1–1 | 5–2 | 0–2 | 2–3 | 1–0 |     | 2–4 | 3–2 | 2–3 | 2–1 | 1–2 | 3–0 |
| Everton                 | 2–1 | 2–0 | 3–1 | 2–1 | 3–2 | 6–2 |     | 2–1 | 0–2 | 2–1 | 1–4 | 1–2 |
| Notts County            | 3–3 | 2–4 | 3–3 | 0–4 | 6–1 | 3–5 | 3–1 |     | 0–7 | 0–3 | 2–1 | 3–0 |
| Preston North End       | 2–0 | 1–1 | 1–0 | 3–1 | 5–2 | 5–0 | 3–0 | 4–1 |     | 7–0 | 3–0 | 5–2 |
| Stoke                   | 2–4 | 1–1 | 2–1 | 2–2 | 4–3 | 1–1 | 0–0 | 3–0 | 0–3 |     | 0–2 | 0–1 |
| West Bromwich Albion    | 2–2 | 3–3 | 2–1 | 1–5 | 4–3 | 5–0 | 1–0 | 4–2 | 0–5 | 2–0 |     | 1–3 |
| Wolverhampton Wanderers | 4–0 | 1–1 | 2–2 | 3–2 | 4–1 | 4–1 | 4–0 | 2–1 | 0–4 | 4–1 | 2–1 |     |

Nguồn: 
1 ^ Đội chủ nhà được liệt kê ở cột bên tay trái.
Màu sắc: Xanh = Chủ nhà thắng; Vàng = Hòa; Đỏ = Đội khách thắng.

## Thành tích cá nhân
Giải thưởng từ Fußball-Weltzeitschrift, một tạp chí của International Federation of Football History & Statistics.

### Vua phá lưới
| Xếp hạng | Cầu thủ            | Câu lạc bộ              | Số bàn thắng | Số trận đấu đã chơi | Số bàn thắng mỗi trận |
| -------- | ------------------ | ----------------------- | ------------ | ------------------- | --------------------- |
| 1        | John Goodall       | Preston North End       | 21           | 21                  | 1.00                  |
| 2        | James D. Ross      | Preston North End       | 18           | 21                  | 0.86                  |
| 3        | Albert Allen       | Aston Villa             | 17           | 21                  | 0.81                  |
| 4        | John Southworth    | Blackburn Rovers        | 16           | 21                  | 0.76                  |
| 4        | Harry Wood         | Wolverhampton Wanderers | 16           | 17                  | 0.94                  |
| 6        | Thomas Green       | Aston Villa             | 14           | 21                  | 0.67                  |
| 7        | James Brogan       | Bolton Wanderers        | 13           | 22                  | 0.59                  |
| 7        | David Weir         | Bolton Wanderers        | 13           | 22                  | 0.59                  |
| 9        | Frederick Dewhurst | Preston North End       | 12           | 17                  | 0.71                  |
| 9        | Herbert L. Fecitt  | Blackburn Rovers        | 12           | 17                  | 0.71                  |
| 9        | Alexander Barbour  | Accrington              | 12           | 19                  | 0.63                  |
| 9        | Alexander Higgins  | Derby County            | 12           | 21                  | 0.57                  |
| 9        | Thomas Pearson     | West Bromwich Albion    | 12           | 22                  | 0.55                  |

### Vua phá lưới theo hiệu suất ghi bàn
| Xếp hạng | Cầu thủ            | Câu lạc bộ              | Số bàn thắng mỗi trận | Số bàn thắng | Số trận đấu đã chơi |
| -------- | ------------------ | ----------------------- | --------------------- | ------------ | ------------------- |
| 1        | John Goodall       | Preston North End       | 1.00                  | 21           | 21                  |
| 2        | Harry Wood         | Wolverhampton Wanderers | 0.94                  | 16           | 17                  |
| 3        | James D. Ross      | Preston North End       | 0.86                  | 18           | 21                  |
| 4        | Albert Allen       | Aston Villa             | 0.81                  | 17           | 21                  |
| 5        | John Southworth    | Blackburn Rovers        | 0.76                  | 16           | 21                  |
| 6        | Frederick Dewhurst | Preston North End       | 0.71                  | 12           | 17                  |
| 6        | Herbert L. Fecitt  | Blackburn Rovers        | 0.71                  | 12           | 17                  |
| 8        | Thomas Green       | Aston Villa             | 0.67                  | 14           | 21                  |
| 9        | Alexander Barbour  | Accrington              | 0.63                  | 12           | 19                  |
| 10       | James Brogan       | Bolton Wanderers        | 0.59                  | 13           | 22                  |
| 10       | David Weir         | Bolton Wanderers        | 0.59                  | 13           | 22                  |
| 12       | Alexander Higgins  | Derby County            | 0.57                  | 12           | 21                  |
| 13       | Thomas Pearson     | West Bromwich Albion    | 0.55                  | 12           | 22                  |

### Thủ môn xuất sắc nhất
| Xếp hạng | Cầu thủ       | Câu lạc bộ        | Số trận đấu đã chơi | Goals allowed | Goals allowed mỗi trận |
| -------- | ------------- | ----------------- | ------------------- | ------------- | ---------------------- |
| 1        | James Trainer | Preston North End | 20                  | 13            | 0.65                   |

## Đội hình Preston North End
Đội hình Preston North End còn được biết đến với The Invincibles (Bất khả chiến bại).
| Cầu thủ                    | Vị trí          | Số trận đấu đã chơi | Số bàn thắng |
| -------------------------- | --------------- | ------------------- | ------------ |
| John Goodall               | Tiền đạo        | 22                  | 21           |
| James D. Ross              | Tiền đạo        | 21                  | 18           |
| Frederick Dewhurst         | Tiền đạo        | 16                  | 12           |
| Robert Holmes              | Hậu vệ          | 22                  | 0            |
| Robert Howarth             | Hậu vệ          | 18                  | 0            |
| George Drummond            | Tất cả vị trí   | 12                  | 1            |
| Johnny Graham              | Tiền vệ         | 22                  | 0            |
| Jack Gordon                | Tiền vệ         | 20                  | 10           |
| Samuel Thompson            | Tiền vệ và khác | 16                  | 3            |
| William Graham             | Hậu vệ          | 5                   | 0            |
| Richard Whittle            | Hậu vệ          | 1                   | 1            |
| Jack Edwards               |                 | 4                   | 3            |
| Jock Inglis                | Tiền đạo        | 1                   | 1            |
| Archibald Goodall          | Tiền đạo        | 2                   | 1            |
| Sandy Robertson            | Tiền đạo        | 21                  | 3            |
| David Russell              | Hậu vệ          | 18                  | 0            |
| James Trainer              | Thủ môn         | 20                  | 0            |
| Dr Robert Mills-Roberts    | Thủ môn         | 2                   | 0            |
| Tỏng số trận đấu/bàn thắng |                 | 22                  | 74           |